# Xã Grant, Quận Ringgold, Iowa
Xã Grant (tiếng Anh: Grant Township) là một xã thuộc quận Ringgold, tiểu bang Iowa, Hoa Kỳ. Năm 2010, dân số của xã này là 128 người.